# Borislav Gidikov
Borislav Krăstev Gidikov (in bulgaro Борислав Кръстев Гидиков?; 3 novembre 1965) è un ex sollevatore bulgaro.

## Palmarès

### Olimpiadi
- 1 medaglia:
  - 1 oro (Seul 1988 nei 75 kg).

### Mondiali
- 2 medaglie:
  - 1 oro (Ostrava 1987 nei 75 kg)
  - 1 argento (Sofia 1986 nei 75 kg).

### Europei
- 2 medaglie:
  - 1 argento (Karl-Marx-Stadt 1986 nei 75 kg)
  - 1 bronzo (Reims 1987 nei 75 kg).